# Maarten Swart
Maarten Swart (Woerden, 1 maart 1975) is een Nederlands film- en televisieproducent.
Swart produceerde onder meer de films De Marathon en Het Diner en televisieproducties als Flikken Maastricht en Dokter Deen. Tevens is hij managing director van productiemaatschappij Kaap Holland Film. Hij heeft meerdere malen samengewerkt met de producenten Hans de Weers en Reinout Oerlemans. In 2016 won hij een Gouden Kalf in de categorie Publieksprijs voor de film Bon Bini Holland.

## Filmografie

### Film
- 2010: Dik Trom (uitvoerend producent)
- 2010: New Kids Turbo (uitvoerend producent)
- 2011: Nova Zembla (uitvoerend producent)
- 2011: New Kids Nitro (uitvoerend producent)
- 2012: Jackie
- 2012: De Marathon
- 2013: Daglicht
- 2013: Het Diner
- 2013: Bro's Before Ho's
- 2014: Wonderbroeders
- 2014: Pak van mijn hart
- 2015: Ja, ik wil!
- 2015: Bon Bini Holland
- 2016: Familieweekend
- 2016: Everybody Happy (co-producent)
- 2016: Hart Beat
- 2016: De Zevende Hemel
- 2017: Ron Goossens, Low Budget Stuntman
- 2017: Hotel De Grote L
- 2017: Dunkirk (associëren producent: Nederland)
- 2017: Le Fidèle (co-producent)
- 2017: Bella Donna's
- 2018: Niet schieten (co-producent)
- 2018: Bon Bini Holland 2
- 2019: The Goldfinch (associëren producent: Nederland)
- 2020: Bon Bini: Judeska in da House
- 2022: Zee van tijd
- 2022: Bon Bini Holland 3
- 2023: Bon Bini: Bangkok Nights
- 2024: Krazy House
- 2024: Het boek van alle dingen
- 2025: Bad Boa's

### Televisie
- 2011: Rembrandt en ik (4 afl., uitvoerend producent)
- 2011: Seinpost Den Haag (10 afl., uitvoerend producent)
- 2012: De Overloper (telefilm)
- 2012: Golden Girls (10 afl.)
- 2012-2018: Dokter Deen (34 afl.)
- 2012-2018: Flikken Maastricht (62 afl.)
- 2015-2016: Tessa (8 afl.)
- 2016: Land Van Lubbers (4 afl.)
- 2016-2017: Flikken Rotterdam (20 afl.)
- 2019: Random Shit (8 afl.)
- 2020: Barrie Barista en het Einde der Tijden (6 afl., executive producer)